# Saint-Salvadou

Saint-Salvadou este o comună în departamentul Aveyron din sudul Franței. În 1 ianuarie 2018 avea o populație de 374 de locuitori.